# حصار الأغواط
حصار الأغواط هو أحد حلقات الاحتلال الفرنسي للجزائر. قاد الجنرال إمابل بليسييه جيشا تعداده 6000 جندي، لمحاصرة مدينة الأغواط في 21 نوفمبر 1852. وقع الاقتحام الحاسم للمدينة في 4 ديسمبر وسقطت في قبضة الفرنسيين. وكانت المعاملة الوحشية لسكان المدينة جزءًا من تكتيك الأرض المحروقة للجيش الفرنسي، وسجل أولى حالات الاستخدام المسجل للسلاح الكيميائي ضد المدنيين.
تحول اقتحام الأغواط بسرعة إلى عدة أيام من المذابح لمعاقبة السكان الذين تم التعامل معهم على أنهم أعداء محاربون. كما شهدت المعركة سقوط قتلى في الجانب الفرنسي كان من بينهم الجنرال بوسكارين، الأمر الذي زاد في رغبة الجنود الفرنسيين في الانتقام من السكان حتى يكونوا عبرة للبلدات والمدن الأخرى في جميع أنحاء جنوب الجزائر. وذبح حوالي ثلثي (ما بين 2500 و 3000 من إجمالي 4500 عدد السكان المتبقين في المدينة المحاصرة) بما في ذلك النساء والأطفال.
تركت المجزرة صدمة عميقة في سكان المدينة عانوا منها حتى يومنا هذا. يعرف «عام الخالية» سنة إفراغ مدينة الأغواط من سكانها. وتعرف أيضاً باسم سنة أكياس الخيش ، في إشارة إلى الطريقة التي وضع بها الرجال والأولاد الباقين على قيد الحياة في أكياس الخيش وألقي بهم في حفر الخنادق. كتبت العديد من التقارير عن المعارك، كتبها قادة الجيش والجنود وزوار المدينة بعد المجزرة، والتي نقلت الجو المرعوب للمدينة بعد الحصار.
كانت النساء الباقيات على قيد الحياة خائفات للغاية على أطفالهن الصغار الذين تجمعهم القوات الفرنسية. وتمكن من إخفائهم بالتمويه، بالباس الذكور ملابس الفتيات ووضع قرط على أحد الأذنين. بقي الأمر تقليدا في المنطقة لحماية الأولاد الصغار من الشر بارتداء حلق حتى اليوم.
كانت درجة وحشية مذبحة الأغواط عرضاً للقوة وجزءا من تكتيك الأرض المحروقة الطويل الذي استخدمه ثلاث جنرالات الفرنسيين للاستيلاء على المدينة المحصنة. بإصدار أمر بتقتيل السكان، كانت عين الفرنسيين على ما تبقى من الأراضي الصحراوية وراء المدينة. خلال معركة الأغواط، قدمت عدة قبائل ومدن وحصون أخرى مساعدة لمحاولة وقف تقدم الفرنسيين، وبالتحديد غرداية ومتليلي وورقلة. وسرعان ما سعى نبلاء هذه المدن الأخيرة، بعدما شاهدوا وسمعوا من فظائع ارتكبت في الأغواط، للتوصل إلى اتفاق سلمي لتسليم مدنهم أو توقيع معاهدات تحافظ على استقلالهم في إطار حماية فرنسا.
بعد بضعة أشهر من الأغواط، وقع الجنرال راندون الحاكم الفرنسي للجزائر في 29 أبريل 1853 مع نبلاء مدن مزاب معاهدة حمية عرفت في فرنسا باسم استسلام مزاب.

## روابط خارجية
- فرنسا وظّفت الكيماوي في جريمة 1852 / 3800 جزائري أبيدوا حرقا بالأغواط! - موقع بوابة الشروق الجزائري. نشر 2016/11/04.
- الملف المطمور: عندما ارتكبت فرنسا أول إبادة جماعية بالأسلحة الكيماوية في الأغواط - موقع ساسة بوست. الكاتب : خالد بن الشريف -نشر : 14 مايو,2015